# 맷 타겟
매슈 로버트 타겟(Matthew Robert Targett, 1995년 9월 18일 윈체스터 ~ )은 잉글랜드의 축구 선수로 현재 뉴캐슬 유나이티드에서 수비수로 활동하고 있다.

## 선수 경력

### 클럽
2013년 사우샘프턴 FC 입단을 통해 프로에 입문한 후 2014-15 시즌 U-21 프리미어리그컵 우승, 2016-17년 EFL컵 준우승 등을 도왔고 2017-18 시즌에는 풀럼 FC로 임대 이적을 떠나 EFL 챔피언십 리그 3위 및 차기 시즌 1부 리그 승격에 이바지했다.
이후 2019-20 시즌 개막을 앞두고 애스턴 빌라로 이적하여 현재까지 2019-20년 EFL컵 준우승에 일조한 것은 물론 2020-21 시즌 올해의 선수상에 선정되는 영예를 안았다.

### 국가대표팀
2013년 스코틀랜드 U-19 대표팀에서 뛰다가 잉글랜드 U-21 대표팀 소속으로 2016년 툴롱 대회에 출전하여 팀의 우승을 이끄는 등 잉글랜드 청소년 대표팀에서만 22경기를 소화했다.

## 수상

### 클럽
사우샘프턴 FC
- U-21 프리미어리그컵 : 우승 (2014-15)
- EFL컵 : 준우승 (2016-17)

풀럼 FC
- EFL 챔피언십 : 3위 (2017-18)

애스턴 빌라
- EFL컵 : 준우승 (2019-20)

### 국가대표팀
잉글랜드 U-21
- 툴롱 대회 : 우승 (2016)

### 개인
- 올해의 선수상 : 2020-21